# Галія (міфологія)
Галія (грец. Ἁλία, лат. Halia) — богиня в грецькій міфології.
Вона була дочкою уособлень моря — Понта і Геї та сестрою Тельхінів. Їй поклонялися на Родосі. Її ім'я походить від слова αλς, що може означати море або сіль, тому її вважають уособленням солоних морських вод. Вона була коханкою Посейдона, з яким у неї було шість синів і дочка на ім'я Рода, на честь якої названо острів Родос.
Афродіта ввела синів Галії в любовне божевілля, в результаті чого вони хотіли зґвалтувати власну матір. Їхній батько Посейдон вдарив їх тризубом, і вони впали в землю. Зневірившись через їхню втрату, Галія кинулася в море. На Родосі їй поклонялися як морській богині під ім'ям Левкотея.

## Дивись також
- Іно (міфологія)